# Иван Стариха
Иван Стариха Јанко (Чрномељ, 11. децембар 1922 — Добровље при Мозирју, 7. новембар 1942) био је учесник Народноослободилачке борбе и народни херој Југославије.

## Биографија
Рођен је 1. децембра 1922. године у Чрномељу. Члан Савеза комуниста Југославије постао је 1938. године, а члан Комунистичке партије Југославије 1940. године. У августу 1941. године придружио се Белокрањском партизанском реду. Касније је служио у Ново-Метском партизанском реду. Током ноћи 3. новембра 1941. године, учествовао је у нападу на Бучко и био је рањен у борби. Након опоравка вратио се на служењу Мокроношујском реду, до августа 1942. године командовао је као батаљон и оперативни официр био је у 2. Герилском реду. Убијен је у акцији 7. новембра 1942. године на Толском врху.
Указом Президијума Народне скупштине ФНР Југославије 20. децембра 1951. проглашен је за народног хероја.